# Saint-Hilaire-de-Villefranche

Saint-Hilaire-de-Villefranche este o comună în departamentul Charente-Maritime, Franța. În 1 ianuarie 2022 avea o populație de 1.350 de locuitori.